# Nico & Vinz
Nico & Vinz (voorheen: Envy) is een Noors muzikaal duo, bestaande uit Nico Sereba en Vincent Dery (beiden geboren in 1990).

## Geschiedenis
Het duo werd in 2010 samengesteld. Onder de naam Envy werd het jaar daarop de eerste single uitgebracht: One song. Het nummer bereikte de negentiende plaats in Noorwegen. In april 2012 bracht het duo het debuutalbum The Magic Soup and the Bittersweet Faces uit, dat op plaats 37 terechtkwam in de Noorse hitlijsten.
Het internationale succes kwam met het uitbrengen van de single Am I wrong in april 2013. Deze behaalde hitnoteringen in Noorwegen, Denemarken en Zweden. Nadat het duo begin 2014 ondergebracht werd bij het Amerikaanse label Warner Bros. Records, werd gelijktijdig de naam veranderd in Nico & Vinz om verwarring met andere artiesten met eenzelfde naam te voorkomen. In april 2014 maakte Am I wrong het Amerikaanse radiodebuut, om vervolgens tot plaats vier in de Billboard Hot 100 te komen. Vier maanden later behaalde het duo met deze single tevens de nummer 1-positie in de UK Singles Chart. Ook in Nederland hadden Nico & Vinz een groot succes met Am I wrong. De single stond drie weken op de eerste positie in de Nederlandse Top 40 en bleef in die lijst 32 weken genoteerd staan, waarmee het een van de grootste hits van 2014 was. 
In 2015 kwam het Noorse duo met hun eerste ep, getiteld Cornerstone, die onder meer de single That's how you know bevat en in Noorwegen en Australië een tweede plaats in de hitlijsten bereikte. In november 2017 werd de tweede ep uitgebracht, genaamd Elephant in the Room, met onder meer de singles Listen en Intrigued.

## Discografie

### Singles
| Single met eventuele hitnotering(en) in de Nederlandse Top 40 | Datum van verschijnen | Datum van binnenkomst | Hoogste positie | Aantal weken | Opmerkingen                                                          |
| ------------------------------------------------------------- | --------------------- | --------------------- | --------------- | ------------ | -------------------------------------------------------------------- |
| Am I wrong                                                    | 21-01-2014            | 19-04-2014            | 1(3wk)          | 32           | Nr. 5 in de Single Top 100 / Alarmschijf                             |
| That's how you know                                           | 17-07-2015            | 08-08-2015            | 29              | 11           | met Kid Ink & Bebe Rexha / Nr. 30 in de Single Top 100 / Alarmschijf |

| Single met hitnotering(en) in de Vlaamse Ultratop 50 | Datum van verschijnen | Datum van binnenkomst | Hoogste positie | Aantal weken | Opmerkingen              |
| ---------------------------------------------------- | --------------------- | --------------------- | --------------- | ------------ | ------------------------ |
| Am I wrong                                           | 2014                  | 03-05-2014            | 9               | 21           |                          |
| In your arms                                         | 2014                  | 04-10-2014            | tip11           | -            |                          |
| That's how you know                                  | 2015                  | 22-08-2015            | tip2            | -            | met Kid Ink & Bebe Rexha |
| I wanna know                                         | 2016                  | 16-04-2016            | tip             | -            | met Alesso               |